# Comando Classe A
Comando Classe A (CCA) é uma facção criminosa brasileira originária do estado do Pará, especialmente na cidade de Altamira. O grupo surgiu por volta de 2018 e mantém relações próximas com o PCC e com cartéis internacionais de droga. Seu nome também é associado à sigla 331.

## História
A facção teria surgido em meio a disputas internas no sistema prisional de Altamira, rompendo com o Comando Vermelho e formando uma aliança com o PCC.

## Atuação
A organização atua principalmente no estado do Pará, com presença em cidades como Altamira, Itaituba, Marabá, Parauapebas e Tucuruí. Também tem controle sobre rotas de tráfico na Amazônia Legal, utilizando vias fluviais e o Porto de Barcarena.

## Rebelião de 2019
Em julho de 2019, uma rebelião no Centro de Recuperação Regional de Altamira resultou na morte de 57 detentos. O confronto foi entre membros do CCA/PCC e o CV.

## Alianças e rotas internacionais
O CCA estaria envolvido com cartéis da Colômbia e ex-integrantes das FARC, segundo o Ministério Público do Pará.